# Olympische Winterspiele 2002/Teilnehmer (Usbekistan)
| Gelbes Symbol für Goldmedaillen mit stilisierten Olympischen Ringen | Graues Symbol für Silbermedaillen mit stilisierten Olympischen Ringen | Braundes Symbol für Bronzemedaillen mit stilisierten Olympischen Ringen |
| ------------------------------------------------------------------- | --------------------------------------------------------------------- | ----------------------------------------------------------------------- |
| —                                                                   | —                                                                     | —                                                                       |

Usbekistan nahm an den Olympischen Winterspielen 2002 im US-amerikanischen Salt Lake City mit einer Delegation von sechs Athleten teil. Die Athleten konnten keine Medaille erringen.

## Teilnehmer nach Sportarten

### Eiskunstlauf
- Tatjana Malinina
Frauen, Einzel: nach dem Kurzprogramm zurückgezogen
- Natalia Ponomareva & Evgeni Sviridov
Paarlaufen: 18. Platz
- Roman Skornyakov
Männer, Einzel: 19. Platz

### Ski Alpin
- Elmira Urumbayeva
Frauen, Slalom: 38. Platz
- Komil Urunbayev
Männer, Slalom: ausgeschieden